# Jonathan Hilbert
Pour les articles homonymes, voir Hilbert (homonymie).
Jonathan Hilbert (né le 21 avril 1995 à Mühlhausen) est un athlète allemand, spécialiste de la marche athlétique, vice-champion olympique à Tokyo en 2021.

## Biographie

### Palmarès
| Date | Compétition           | Lieu   | Résultat | Épreuve      | Marque          |
| ---- | --------------------- | ------ | -------- | ------------ | --------------- |
| 2021 | Jeux olympiques       | Tokyo  | 2e       | 50 km marche | 3 h 50 min 44 s |
| 2022 | Championnats d'Europe | Munich | 5e       | 35 km marche | 2 h 32 min 44 s |

### Records
| Épreuve      | Performance     | Lieu      | Date            |
| ------------ | --------------- | --------- | --------------- |
| 20 km marche | 1 h 23 min 26 s | Bydgoszcz | 16 juillet 2017 |
| 50 km marche | 3 h 43 min 44 s | Francfort | 10 avril 2021   |